# Tobias Halland Johannessen
Tobias Halland Johannessen (* 23. August 1999 in Drøbak) ist ein norwegischer Radrennfahrer.

## Sportlicher Werdegang
Johannessen machte zuerst im Mountainbikesport auf sich aufmerksam. Als Junior wurde er 2016 und 2017 Norwegischer Meister im Cross-Country, 2016 gewann er bei den UCI-Mountainbike-Weltmeisterschaften die Bronzemedaille im Cross-Country. In der U23 erzielte er 2018 einen 5. Platz im Weltcup, 2019 wurde er 13. der Europameisterschaften und gewann mit dem Rye Bike Festival ein Cross-Country-Etappenrennen. 2021 wurde er norwegischer Vizemeister in der Elite.
Johannessen startet regelmäßig bei den nationalen Meisterschaften im Cyclocross und wurde bereits zweimal Norwegischer Meister in der Elite.
Zur Saison 2021 wurde Johannessen Mitglied im neu gegründeten Uno-X Dare Development Team und wechselte zum Straßenradsport. Im Juni wurde er Zweiter der Gesamtwertung des Giro Ciclistico d’Italia, bei der Sazka Tour gewann er zwei Etappen und wurde erneut Zweiter der Gesamtwertung. Im UCI Nations’ Cup U23 gewann er im August zwei Etappen und die Gesamtwertung der renommierten Tour de l’Avenir. Er war Teilnehmer an den Olympischen Sommerspielen 2020 in Tokio und belegte im Straßenrennen den 82. Platz.
Zur Saison 2022 wurde Johannessen vom Development Team in das Uno-X Pro Cycling Team übernommen. Seinen ersten Erfolg als Profi erzielte er bei der Étoile de Bessèges 2022, als er am vierten Tag die Königsetappe gewann. Der Sieg auf der letzten Etappe der Luxemburg-Rundfahrt 2023 war sein erster Erfolg auf den UCI ProSeries. Zuvor musste er sich als Zweiter der Gesamtwertung der Tour of Britain nur um drei Sekunden Wout van Aert geschlagen geben.
Nach mehreren Top Resultaten bei der Mallorca Challenge präsentierte sich Johannessen bei der Classic Var am Mont Faron als stärkster Fahrer. Während sich der Norweger bereits als Sieger feierte, schob sich der Franzose Lenny Martinez auf den letzten Metern an ihm vorbei und verwehrte ihm so den ersten Saisonsieg. Wenige Tage später brach er sich bei der Tour des Alpes-Maritimes das Schlüsselbein. Auf der zweiten Etappe der Deutschland Tour 2024, die er als Gesamtdritter beendete, sowie bei Muur Classic Geraardsbergen verpasste er als jeweils Zweiter erneut nur knapp einen weiteren Sieg.

## Familie
Sein Zwillingsbruder Anders Halland Johannessen ist ebenso Radrennfahrer und fährt mit ihm im selben Team.

## Erfolge

### Straße
2021
- zwei Etappen Sazka Tour
- Gesamtwertung und zwei Etappen Tour de l’Avenir

2022
- eine Etappe und Nachwuchswertung Étoile de Bessèges
- Punktewertung Tour of Norway
- Nachwuchswertung Critérium du Dauphiné

2023
- eine Etappe Luxemburg-Rundfahrt

### Cyclocross
2017/2018
- Norwegischer Meister

2018/2019
- Norwegischer Meister

2021/2022
- Norwegischer Meister

### Mountainbike
2016
- Norwegischer Meister (Junioren) – Cross-Country XCO
- Weltmeisterschaften (Junioren) – Cross-Country XCO

2017
- Norwegischer Meister (Junioren) – Cross-Country XCO

## Grand Tour-Platzierungen
| Grand Tour            | 2023 | 2024 | 2025 |
| --------------------- | ---- | ---- | ---- |
| Giro d’ItaliaGiro     | −    | –    | –    |
| Tour de FranceTour    | 30   | 35   | 6    |
| Vuelta a EspañaVuelta | –    | –    |      |